# Irina Archipovová
Irina Konstantinovna Archipovová, rozená Vetoškinová (2. ledna 1925 Moskva – 11. února 2010 Moskva) byla ruská mezzosopránistka a operní pěvkyně.

## Životopis
Narodila se 2. ledna roku 1925 v Moskvě. Předtím, než se začala věnovat zpěvu, studovala architekturu na moskevském architektonickém institutu, který dokončila v roce 1948. Poté vystudovala moskevskou státní konzervatoř. V roce 1954 debutovala v Jekatěrinburgu a o dva roky později se stala členkou Velkého divadla. V roce 1963 se stala členkou Komunistické strany Sovětského svazu a později byla jmenována lidovou umělkyní SSSR.
Vrchol své kariéry prožívala v 60. a 70. letech 20. století, kdy byla mezinárodní hvězdou a interpretovala ruský i italský repertoár. Mnohdy byla označovaná jako jedna z nejlepších pěvkyň současnosti. Byla srovnávána s Christou Ludwigovou.
Zemřela 11. února 2010 v Moskvě ve věku 85 let. Pohřbena byla na Novoděvičím hřbitově v Moskvě.

Archipovová a ruský prezident Vladimir Putin v roce 2005

## Ocenění (výběr)
- Hrdina socialistického dělnictva (1984)
- Řád Za zásluhy o vlast (1999)
- Tři Leninovy řády (1976)
- Řád republiky Moldavska (2000)